# Climate Change Performance Index
De Climate Change Performance Index,  afgekort CCPI, is een index die jaarlijks opgemaakt wordt door Germanwatch en Climate Action Network Europe sinds 2005. 
Het vergelijkt de vooruitgang in klimaatbescherming van de landen die verantwoordelijk zijn voor 90% van de CO2 uitstoot.

## Resultaten
Werkwijze
In de index van 2013 werd voor 30% het emissie-niveau, voor 30% de emissie trend, voor 20 % het beleid en de beleidskeuzes, voor 10% de efficiëntie van het beleid en voor 10% de hernieuwbare energie hoeveelheid in rekening gebracht.
In 2017 werd de methodologie herzien aan de hand van het Akkoord van Parijs. Sedertdien beoordeelt de CCPI voor elk land of de prestaties compatibel zijn met de doelstellingen van Parijs (-2 °C, mogelijk -1,5 °C), en hun Nationaal Bepaalde Bijdragen (NDC’s).
Het CCPI baseert de index op 14 indicatoren, die kunnen worden ingedeeld in volgende vier groepen: broeikasgassen (40% van de totale score), hernieuwbare energie (20%), energiegebruik (20%) en klimaatbeleid (20%). Het klimaatbeleid van een land wordt beoordeeld op basis van de vooruitgang die het land heeft geboekt om de doelstellingen van het Akkoord van Parijs dichterbij te brengen.
Lijst
De score loopt van 0 tot 100 sinds 2008. Om aan te tonen dat de huidige inspanning te weinig zijn om de klimaatsverandering te stoppen staat er niemand op de eerste 3 plaatsen vanaf 2009.
Ook in de editie 2018 blijven de eerste 3 plaatsen open. In de top 10 staan verder nog Zweden op 4, en dan Litouwen, Marokko, Noorwegen, Verenigd Koninkrijk, Finland en Letland. België eindigt op de 32e, Nederland op de 34e plaats.
| Plaats | 2013                        | 2012                     | 2011                     | 2010                     | 2009                     | 2008                     | 2007                     | 2006                     |
| ------ | --------------------------- | ------------------------ | ------------------------ | ------------------------ | ------------------------ | ------------------------ | ------------------------ | ------------------------ |
| 1      |                             |                          |                          |                          |                          | Zweden 65,5              | Zweden 0,56              | IJsland 0,65             |
| 2      |                             |                          |                          |                          |                          | Duitsland 64,5           | Verenigd Koninkrijk 0,52 | Letland 0,62             |
| 3      |                             |                          |                          |                          |                          | IJsland 62,6             | Denemarken 0,52          | Verenigd Koninkrijk 0,52 |
| 4      | Denemarken (72,61)          | Zweden 68,1              | Brazilië 70,5            | Brazilië 68,8            | Zweden 66,7              | Mexico 62,5              | Malta 0,49               | Litouwen 0,50            |
| 5      | Zweden (69,39)              | Verenigd Koninkrijk 67,4 | Zweden 69,9              | Zweden 67,4              | Duitsland 65,3           | India 62,4               | Duitsland 0,46           | Duitsland 0,50           |
| 6      | Portugal (67,81)            | Duitsland 67,2           | Noorwegen 67,0           | Verenigd Koninkrijk 65,3 | Frankrijk 62,2           | Hongarije 61,0           | Argentinië 0,46          | Argentinië 0,46          |
| 7      | Zwitserland (67,61)         | Brazilië 66,9            | Duitsland 67,0           | Duitsland 65,3           | India 62,1               | Verenigd Koninkrijk 59,2 | Hongarije 0,45           | Zweden 0,46              |
| 8      | Duitsland (67,54)           | Frankrijk 66,3           | Verenigd Koninkrijk 65,9 | Frankrijk 63,5           | Brazilië 61,4            | Brazilië 59,0            | Brazilië 0,44            | Marokko 0,40             |
| 9      | Ierland (67,48)             | Zwitserland 65,1         | Frankrijk 64,6           | India 63,1               | Verenigd Koninkrijk 60,6 | Zwitserland 59,0         | India 0,41               | Brazilië 0,34            |
| 10     | Verenigd Koninkrijk (67,33) | Mexico 64,6              | India 64,1               | Noorwegen 61,8           | Denemarken 60,6          | Argentinië 58,5          | Zwitserland 0,39         | India 0,32               |
| 11     | Malta (67,07)               | Slowakije 64,0           | Mexico 64,0              | Mexico 61,2              | Noorwegen 60,5           | Letland 58,1             | Letland 0,36             | Frankrijk 0,31           |
| 12     | Hongarije (61,41)           | Denemarken 63,9          | Malta 63,8               | Portugal 59,7            | Hongarije 60,5           | België 57,9              | Frankrijk 0,35           | Zwitserland 0,31         |
| 13     | België (65,20)              | België 93,8              | Zwitserland 63,6         | Zwitserland 59,4         | IJsland 59,9             | Portugal 57,9            | Roemenië 0,32            | Hongarije 0,28           |
| 14     | Mexico (64,91)              | Portugal 62,9            | Portugal 63,4            | Letland 57,5             | Mexico 59,1              | Malta 57,8               | België 0,31              | Denemarken 0,28          |
| 15     | Frankrijk (64,74)           | Noorwegen 61,9           | Letland 61,9             | IJsland 57,3             | Portugal 58,8            | Indonesië 57,6           | IJsland 0,31             | Nederland 0,27           |
| 16     | Slowakije (64,64)           | Litouwen 61,4            | Hongarije 61,8           | België 57,2              | Zwitserland 58,2         | Noorwegen 57,6           | Mexico 0,30              | Mexico 0,23              |
| 17     | IJsland (64,16)             | Ierland 60,9             | België 61,5              | Denemarken 57,0          | Argentinië 57,1          | Denemarken 57,3          | Litouwen 0,21            | Bulgarije 0,21           |
| 18     | Roemenië 62,67              | Hongarije 60,7           | Slowakije 60,5           | Litouwen 55,9            | Litouwen 56,2            | Frankrijk 56,8           | Marokko 0,20             | Slowakije 0,18           |
| 19     | Oekraïne 62,22              | Malta 60,6               | Thailand 59,8            | Hongarije 55,6           | Letland 56,1             | Slowakije 56,6           | Portugal 0,18            | België 0,16              |
| 20     | Marokko 62,01               | IJsland 59,8             | Ierland 59,8             | Malta 55,2               | Marokko 55,8             | Litouwen 55,9            | Noorwegen 0,17           | Roemenië 0,13            |
| 21     | Italië 61,21                | Egypte 59,1              | Indonesië 59,7           | Algerije 55,1            | Ierland 55,6             | Turkije 55,7             | Slowakije 0,16           | Polen 0,13               |
| 22     | Slovenië 60,98              | Letland 59,1             | Litouwen 59,5            | Ierland 54,9             | Slowakije 55,3           | Bulgarije 55,5           | Nieuw-Zeeland 0,16       | Turkije 0,10             |
| 23     | Cyprus 60,94                | India 58,6               | Marokko 59,4             | Indonesië 54,9           | Malta 55,1               | Marokko 54,8             | Slovenië 0,16            | Slovenië 0,09            |
| 24     | India 60,77                 | Thailand 58,4            | IJsland 58,7             | Slowakije 54,7           | België 55,0              | Slovenië 54,2            | Bulgarije 0,10           | Noorwegen 0,08           |
| 25     | Litouwen 60,23              | Marokko 57,9             | Wit-Rusland 57,6         | Tsjechië 54,6            | Tsjechië 55,0            | Tsjechië 51,9            | Tsjechië 0,10            | Portugal 0,07            |
| 26     | Luxemburg 59,56             | Indonesië 57,2           | Algerije 57,5            | Thailand 54,6            | Algerije 54,6            | Thailand 51,7            | Japan 0,08               | Kroatië 0,07             |
| 27     | Spanje 59,18                | Wit-Rusland 56,3         | Tsjechië 57,5            | Nederland 54,3           | Indonesië 53,8           | Roemenië 51,5            | Polen 0,08               | Algerije 0,02            |
| 28     | Tsjechië 59,13              | Roemenië 55,9            | Roemenië 57,0            | Marokko 53,3             | Spanje 53,2              | Algerije 50,5            | Singapore 0,06           | Oostenrijk 0,02          |
| 29     | Egypte 59,04                | Slovenië 55,6            | Zuid-Afrika 56,6         | Zuid-Afrika 52,9         | Bulgarije 52,6           | Spanje 50,1              | Nederland 0,06           | China 0,01               |
| 30     | Letland 58,63               | Italië 55,4              | Nederland 56,4           | Roemenië 52,9            | Kroatië 51,7             | Nederland 50,1           | Estland 0,05             | Zuid-Afrika 0,00         |
| 31     | Noorwegen 58,38             | Luxemburg 55,2           | Finland 56,1             | Argentinië 52,2          | Estland 51,5             | Nieuw-Zeeland 50,0       | Italië 0,05              | Nieuw-Zeeland -0,03      |
| 32     | Thailand 58,32              | Nieuw-Zeeland 54,5       | Singapore 55,0           | Spanje 51,8              | Taiwan 51,5              | Kroatië 49,7             | Turkije 0,01             | Estland -0,04            |
| 33     | Brazilië 58,20              | Algerije 54,4            | Denemarken 54,6          | Wit-Rusland 51,4         | Nederland 51,4           | Zuid-Afrika 49,5         | Ierland -0,05            | Finland -0,05            |
| 34     | Oostenrijk 58,06            | Oostenrijk 54,3          | Zuid-Korea 54,5          | Estland 51,3             | Zuid-Afrika 51,2         | Iran 49,4                | Kroatië -0,07            | Japan -0,06              |
| 35     | Wit-Rusland 57,98           | Spanje 54,2              | Spanje 54,4              | Japan 50,9               | Thailand 50,2            | Estland 49,2             | Algerije -0,09           | Wit-Rusland -0,07        |
| 36     | Indonesië 57,07             | Cyprus 54,0              | Oekraïne 54,1            | Finland 49,5             | Turkije 49,8             | Finland 49,1             | Finland -0,09            | Indonesië -0,08          |
| 37     | Zuid-Afrika 56,70           | Finland 53,9             | Nieuw-Zeeland 53,7       | Oekraïne 49,5            | Wit-Rusland 49,8         | Oostenrijk 48,7          | Wit-Rusland -0,12        | Oekraïne -0,08           |
| 38     | Finland 56,58               | Zuid-Afrika 53,6         | Japan 53,1               | Iran 49,2                | Singapore 49,5           | Wit-Rusland 47,8         | Spanje -0,15             | Italië -0,09             |
| 39     | Kroatië 56,37               | Oekraïne 53,3            | Cyprus 53,0              | Turkije 49,1             | Iran 48,6                | Polen 47,2               | Oostenrijk -0,16         | Ierland -0,13            |
| 40     | Australië 55,39             | Estland 53,0             | Oostenrijk 52,9          | Singapore 48,8           | Slovenië 48,1            | China 47,0               | Cyprus -0,18             | Griekenland -0,13        |
| 41     | Nieuw-Zeeland 54,41         | Zuid-Korea 52,3          | Italië 52,9              | Zuid-Korea 48,7          | Zuid-Korea 48,1          | Italië 47,0              | Griekenland -0,28        | Tsjechië -0,19           |
| 42     | Bulgarije 54,27             | Nederland 51,4           | Estland 52,7             | Oostenrijk 48,2          | Roemenië 47,5            | Japan 46,9               | Rusland -0,29            | Thailand -0,20           |
| 43     | Verenigde Staten 53,51      | Japan 51,1               | Griekenland 52,7         | Slovenië 48,1            | Japan 47,1               | Griekenland 46,8         | Indonesië -0,31          | Spanje -0,25             |
| 44     | Polen 52,47                 | Bulgarije 51,1           | Argentinië 52,4          | Italië 48,0              | Italië 47,1              | Ierland 46,4             | Oekraïne -0,33           | Luxemburg -0,27          |
| 45     | Estland 52,45               | Argentinië 50,8          | Slovenië 51,4            | Rusland 48,0             | Polen 46,9               | Cyprus 46,0              | Luxemburg -0,34          | Maleisië -0,32           |
| 46     | Algerije 52,34              | Tsjechië 50,4            | Kroatië 50,2             | Bulgarije 47,5           | Nieuw-Zeeland 46,2       | Singapore 45,4           | Zuid-Afrika -0,36        | Canada -0,33             |
| 47     | Japan 52,10                 | Griekenland 50,3         | Taiwan 50,2              | Taiwan 47,5              | Oekraïne 46,1            | Oekraïne 44,7            | Australië -0,45          | Iran -0,39               |
| 48     | Griekenland 52,04           | Australië 49,8           | Rusland 49,8             | Kroatië 47,4             | Finland 46,1             | Kazachstan 44,6          | Zuid-Korea -0,48         | Rusland -0,64            |
| 49     | Nederland 50,28             | Maleisië 49,2            | Bulgarije 49,6           | Polen 47,4               | China 45,9               | Maleisië 44,2            | Iran -0,49               | Zuid-Korea -0,68         |
| 50     | Argentinië 49,97            | Chinees Taipei 49,0      | Turkije 49,0             | Maleisië 46,9            | Oostenrijk 45,0          | Rusland 43,9             | Thailand -0,49           | Australië -0,75          |
| 51     | Zuid-Korea 49,93            | Singapore 48,9           | Luxemburg 48,3           | Cyprus 46,6              | Griekenland 44,7         | Zuid-Korea 41,3          | Canada -0,55             | Kazachstan -0,79         |
| 52     | Chinees Taipei 49,40        | Verenigde Staten 48,5    | Iran 47,2                | China 46,6               | Maleisië 44,3            | Luxemburg 39,2           | Kazachstan -0,56         | Verenigde Staten -1,03   |
| 53     | Singapore 49,13             | Zuid-Korea 47,2          | Maleisië 47,1            | Verenigde Staten 46,3    | Cyprus 43,2              | Canada 37,6              | Verenigde Staten -0,59   | Saoedi-Arabië -1,16      |
| 54     | China 49,03                 | Canada 46,3              | Verenigde Staten 46,5    | Griekenland 46,0         | Rusland 42,6             | Australië 35,5           | China -0,65              |                          |
| 55     | Maleisië 47,53              | Rusland 45,1             | Polen 46,3               | Nieuw-Zeeland 44,8       | Australië 41,7           | Verenigde Staten 33,4    | Maleisië -0,74           |                          |
| 56     | Rusland 46,65               | Polen 45,1               | China 44,9               | Luxemburg 42,8           | Kazachstan 40,6          | Saoedi-Arabië 30,0       | Saoedi-Arabië -0,78      |                          |
| 57     | Turkije 46,60               | China 44,6               | Canada 43,9              | Australië 41,9           | Luxemburg 40,4           |                          |                          |                          |
| 58     | Canada 45,16                | Turkije 41,7             | Kazachstan 42,5          | Kazachstan 41,4          | Verenigde Staten 39,8    |                          |                          |                          |
| 59     | Kazachstan 39,96            | Kazachstan 38,1          | Saoedi-Arabië 25,8       | Canada 40,7              | Canada 38,9              |                          |                          |                          |
| 60     | Iran 35,81                  | Iran 36,0                |                          | Saoedi-Arabië 28,7       | Saoedi-Arabië 32,8       |                          |                          |                          |
| 61     | Saoedi-Arabië 26,90         | Saoedi-Arabië 24,5       |                          |                          |                          |                          |                          |                          |

### België en Nederland
| Jaar | België | Nederland |
| ---- | ------ | --------- |
| 2006 | 19     | 15        |
| 2007 | 14     | 29        |
| 2008 | 12     | 30        |
| 2009 | 24     | 33        |
| 2010 | 16     | 27        |
| 2011 | 17     | 30        |
| 2012 | 13     | 42        |
| 2013 | 13     | 49        |
| 2014 | 14     | 31        |
| 2015 | 7      | 40        |
| 2016 | 7      | 35        |
| 2017 | [ 11 ] | [ 11 ]    |
| 2018 | 32     | 34        |
| 2019 | 31     | 28        |
| 2020 | 35     | 29        |
| 2021 | 40     | 29        |
| 2022 | 49     | 19        |

## Global Climate Risk Index
Daarnaast publiceert Germanwatch ook de Global Climate Risk Index (CRI). Deze analyseert de impact van klimaat-gerelateerde schadegevallen (stormen, overstromingen, hittegolven...) op landen, en dit op basis van de meest recente beschikbare gegevens.
Voor de index 2016 (de 11e editie) is dat 2014, en 1995 tot 2014. De landen met de zwaarste schade in die periode zijn Honduras, Myanmar en Haïti. 
Over het algemeen blijken de ontwikkelingslanden meer te hebben geleden onder deze milieuschade dan geïndustrialiseerde landen. De Global Climate Risk Index kan dienen als waarschuwing voor de verhoogde kwetsbaarheid van sommige landen en regio's.
De 13e editie van 2018 (gegevens van 2016, en de periode 1997-2016) bevestigt de trends van eerdere uitgaven. De meest getroffen landen waren in 2016 Haïti, Zimbabwe en Fiji. Voor de hele periode 1997-2016 was dat Honduras, Haïti en Myanmar.
De 14e editie van 2019 (gegevens van 2017, en de periode 1998-2017) wijst als meest getroffen landen en gebieden Puerto Rico, Sri Lanka en Dominica aan. Voor de periode van 1998 tot 2017 staan Puerto Rico, Honduras en Myanmar op de hoogste rang. Eerdere trends worden bevestigd, maar het Atlantisch orkaanseizoen 2017 bleek nu ook rijkere landen duidelijker te treffen.
De 15e editie van 2020 (gegevens van 2018, en de periode 1999-2018) ligt in de lijn van de voorgaande. De landen en gebieden die het meest getroffen werden in 2018 waren Japan, de Filipijnen en Duitsland. Voor de periode van 1999 tot 2018 werden Puerto Rico, Myanmar en Haïti het sterkst getroffen. De hittegolven en droogtes van 2018 bleken ook de rijkere landen duidelijker dan ooit tevoren te treffen. Effectieve klimaatbeheersing is daarom in het belang van alle landen zonder onderscheid.
De 16e editie van 2021 (gegevens van 2019, en de periode 2000-2019) bevestigt opnieuw de eerdere resultaten. Minder ontwikkelde landen worden over het algemeen zwaarder getroffen dan geïndustrialiseerde landen. In 2019 werden het zwaarst getroffen: Mozambique, Zimbabwe en de Bahama's. Voor de periode van 2000 tot 2019 staan Puerto Rico, Myanmar en Haïti op de eerste plaats.